# Wili

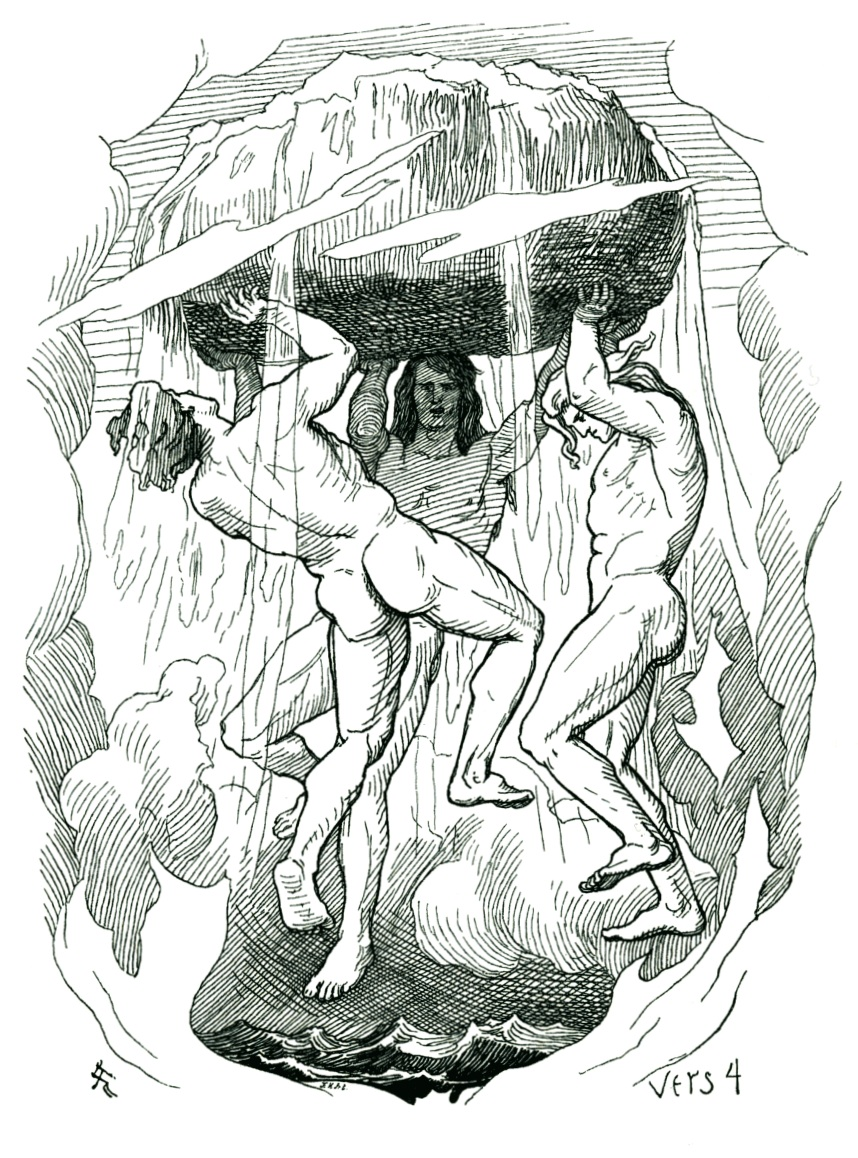
Odyn, Wili i We stwarzają świat z ciała Ymira, rys. Lorenz Frølich

Wili (tłum. jako „wola”) – w mitologii nordyckiej syn Borra i Bestli, brat Odyna i We; uczestniczył wraz z braćmi w zniszczeniu rodu olbrzymów na czele z Ymirem. Z ciała zabitego Ymira trzej bracia stworzyli Midgard.